# Gestapo

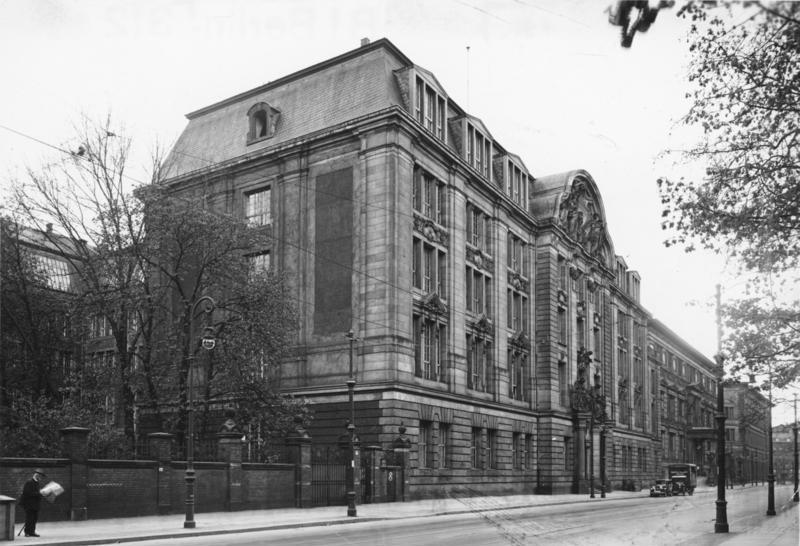
Cuarteles generales de la Gestapo en Prinz-Albrecht-Straße 8 (actual Niederkirchnerstraße), Berlín (1937).

La Gestapo (acrónimo de Geheime Staatspolizei [pronunciaciónⓘ]; «Policía Secreta del Estado») fue la policía secreta oficial de la Alemania nazi. Fundada en 1933 por Hermann Göring y posteriormente dirigida por Heinrich Himmler como parte de las SS, la Gestapo operó como un órgano clave del aparato represivo del Tercer Reich. Su misión principal era detectar y eliminar toda oposición al régimen de Adolf Hitler, a través de la vigilancia, la intimidación, la tortura y la desaparición forzada. No estaba sujeta a control judicial y fue uno de los pilares fundamentales del Estado totalitario nazi, contribuyendo directamente a la implementación del Holocausto y otros crímenes de lesa humanidad.
La Gestapo fue creada por Hermann Göring en 1933 al combinar las diversas agencias de policía política de Prusia en una sola organización. El 20 de abril de 1934, la supervisión de la Gestapo pasó al jefe de las Schutzstaffel (SS), Heinrich Himmler, quien en 1936 sería nombrado por Hitler jefe de la Policía Alemana en el Ministerio del Interior del Reich. En lugar de ser una agencia estatal exclusivamente prusiana, la Gestapo se convirtió en una agencia nacional, subordinada a la Sicherheitspolizei (SiPo; Policía de Seguridad). Desde el 27 de septiembre de 1939, fue administrada por la Oficina Central de Seguridad del Reich (RSHA) de Reinhard Heydrich.

## Funcionamiento
Formada por oficiales de policía de carrera y profesionales del derecho, su organización y funciones fueron fijados por Hermann Göring después de que Hitler accediera al poder en enero de 1933. Rudolf Diels fue su primer jefe.
La función de la Gestapo era la de «investigar y combatir todos los intentos de amenazar al Estado». Tenía autoridad para investigar los casos de traición, espionaje y sabotaje, además de los casos de ataques criminales al NSDAP y al Estado.
La norma de 1936 que regulaba su actuación le otorgó carta blanca y la situó por encima de la ley al excluirla de cualquier forma de control jurisdiccional. En particular, fue eximida de responsabilidad ante los tribunales administrativos, los que ordinariamente se encargaban de resolver los litigios que los ciudadanos dirigían contra el Estado si consideraban que su actuación no se ajustaba a derecho. Werner Best, asesor jurídico de la Gestapo, llegó a declarar: «Mientras la policía cumpla la voluntad de los líderes políticos, actúa legalmente».
El poder de la Gestapo que más le permitía abusar era la Schutzhaft o custodia preventiva, un eufemismo para designar los encarcelamientos sin procedimientos legales, típico en campos de concentración. La persona encarcelada incluso tenía que firmar su propio Schutzhaftbefehl (documento donde declaraba su deseo de ser encarcelada). Esto se lograba sometiéndola a tortura.

## Historia
La Gestapo fue creada en Alemania el 26 de abril de 1933 por decreto de Hermann Göring, partiendo de la organización que tenía la Policía Secreta Prusiana. La Gestapo fue, en su momento, la primera rama de la Policía prusiana, conocida como «Departamento 1A de la Policía Estatal Prusiana».
Ya en tiempos del Tercer Reich, la Policía Secreta del Estado (Geheime Staatspolizei) respondía directamente al Führer y canciller del Reich: Adolf Hitler. Su primer director fue Rudolf Diels, último director de la Policía Secreta Prusiana, quien reclutó miembros desde los departamentos de Policía profesional y convirtió la Gestapo en una agencia policial con jurisdicción nacional, comparable con muchos ejemplos modernos, como el FBI. El rol de la Gestapo como fuerza policial política no resultó evidente hasta que Hermann Göring fue nombrado sucesor de Diels como comandante de la Gestapo en Prusia. Göring recomendó al Gobierno nazi extender el poder de la Gestapo más allá de Prusia hasta abarcar toda Alemania. Esto lo consiguió Göring excepto en Baviera, donde el Reichsführer-SS Heinrich Himmler desempeñó el papel de presidente de la Policía de Baviera y usó las unidades locales de la SS como fuerza policial política.
En abril de 1934, Göring y Himmler acordaron poner a un lado sus diferencias —debido en gran medida al odio que ambos sentían por las Sturmabteilung (SA) de Ernst Röhm— y Göring transfirió toda la autoridad de la Gestapo a las SS. En este punto, la Gestapo fue incorporada dentro de la Sicherheitspolizei y considerada una organización hermana del Servicio de Información Sicherheitsdienst o SD.

### Final

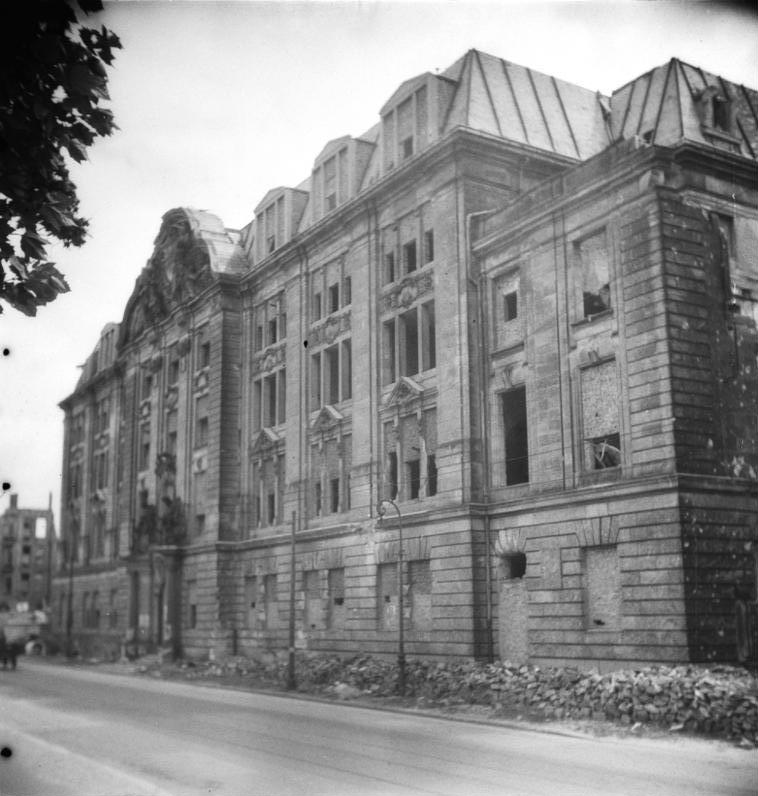
Edificio de la Gestapo en Prinz-Albrecht-Straße 8, tras los bombardeos de 1945.

A medida que los aliados se acercaban por todos los frentes hacia el interior de Alemania, la institución iba desapareciendo. La mañana del 3 de febrero de 1945, aviones norteamericanos realizaron un feroz bombardeo sobre todo Berlín, concentrándose en la zona gubernamental y provocando la muerte de unos tres mil berlineses. Tanto la Cancillería del Reich, la del Partido Nacionalsocialista, el Cuartel General de la Gestapo en la Prinz-Albrecht-Straße y el Tribunal del Pueblo se vieron afectados. A partir de los primeros días del mes de abril, los funcionarios de la Gestapo empezaron a quemar archivos y documentos en las instalaciones y patios centrales del edificio, siendo visible las columnas de humo desde la Wilhelmstraße o avenida principal de los Ministerios.
Al amanecer del 29 de abril de 1945, la 301.ª División de Fusileros, mandada por el coronel soviético Antonov, lanzó un asalto con dos regimientos y logró colocar una bandera roja en la sede de la Gestapo. No obstante, tuvieron que replegarse esa misma tarde por un fuerte y nutrido contraataque de las Waffen-SS, sin poder liberar a los últimos siete detenidos políticos que habían sobrevivido a una masacre de detenidos el 23 de abril. En las ruinas del edificio se instaló una unidad de hombres de la SS franceses al mando del SS-Hauptsturmführer Henri Fenet, quienes defendieron el sitio hasta el momento de la llegada de las tropas soviéticas.
El 1 de mayo durante la noche, hombres de la SS sacaron a los siete prisioneros de la celda principal y los trasladaron a otra celda en un sótano, dando muerte a uno de los detenidos, un suboficial de la Wehrmacht. En la madrugada del 2 de mayo, el edificio fue tomado por el Ejército Rojo, que liberó a los detenidos y les dio alimentos; sin embargo, a un soldado ruso se le escapó un disparo y mató accidentalmente al ex Gauleiter Joseph Wagner, uno de los seis detenidos, caído en desgracia con el régimen nazi por sus creencias católicas.

### Juicios de Núremberg
La organización fue disuelta por decreto del general Dwight Eisenhower, comandante de las Fuerzas Expedicionarias Aliadas, el 7 de mayo de 1945. En los juicios de Núremberg, la Gestapo fue considerada una organización criminal y quedó prohibida en toda Alemania.

## Organización
En enero de 1933, Hermann Göring, ministro sin cartera de Hitler, fue nombrado jefe de la Policía Prusiana y comenzó a llenar las unidades políticas y de inteligencia de la Policía Secreta Prusiana con miembros del Partido Nazi. Un año después de la creación de la organización, Göring escribió en una publicación británica que había creado la organización por iniciativa propia y que era el "principal responsable" de la eliminación de la amenaza marxista y comunista para Alemania y Prusia Al describir las actividades de la organización, Göring se jactó de la absoluta crueldad necesaria para la recuperación de Alemania, del establecimiento de campos de concentración con ese fin, e incluso llegó a afirmar que al principio se cometieron excesos, relatando cómo se produjeron palizas aquí y allá. El 26 de abril de 1933, reorganizó el Amt III de la fuerza como la Gestapa (más conocida por el sobrenombre de Gestapo), una policía secreta del Estado destinada a servir a la causa nazi. Menos de dos semanas después, a principios de mayo de 1933, la Gestapo se trasladó a su sede berlinesa de Prinz-Albrecht-Straße 8.
Esta sede central de la Gestapo en Berlín se encontraba en la Prinz-Albrecht-Straße, número 8, un edificio que había sido un teatro y actualmente alberga una exhibición sobre la «Topografía del terror». Desde 1934, los berlineses conocían comúnmente al edificio como la «Casa de los Horrores» por las torturas y el maltrato a los detenidos que eran esposados por cortas cadenas a las paredes de manera horizontal. En Múnich, la Gestapo tuvo como sede el Wittelsbacher Palais, Brienner Straße 50, siendo hoy día el correspondiente a la casa número 20.

### Grados jerárquicos

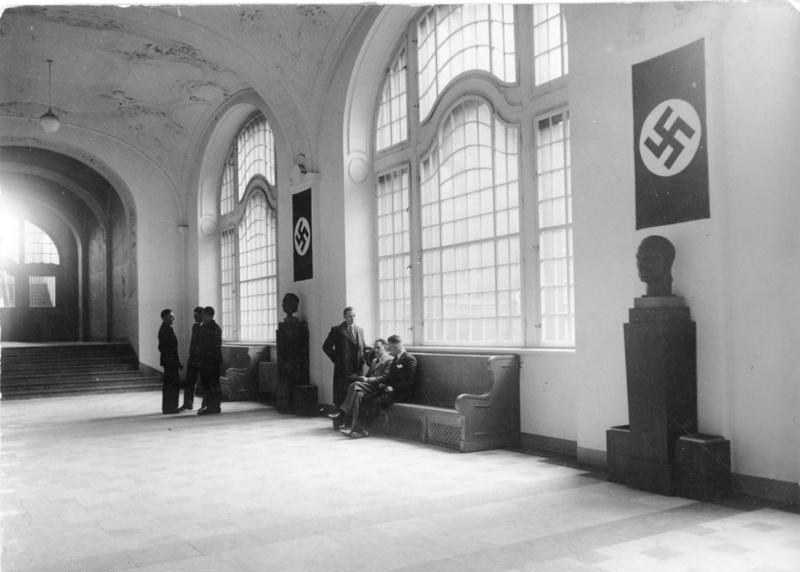
Pasillo principal de la sede central, en Berlín, de la Gestapo, en el año 1934.

Los funcionarios de las SS (Schutzstaffel) que formaban parte de la Gestapo mantenían su rango habitual. Sin embargo, los funcionarios de carrera civil, además de ser abogados o universitarios graduados en materias afines a los requisitos de la institución, tenían una escala de grados particular, con los siguientes rangos:

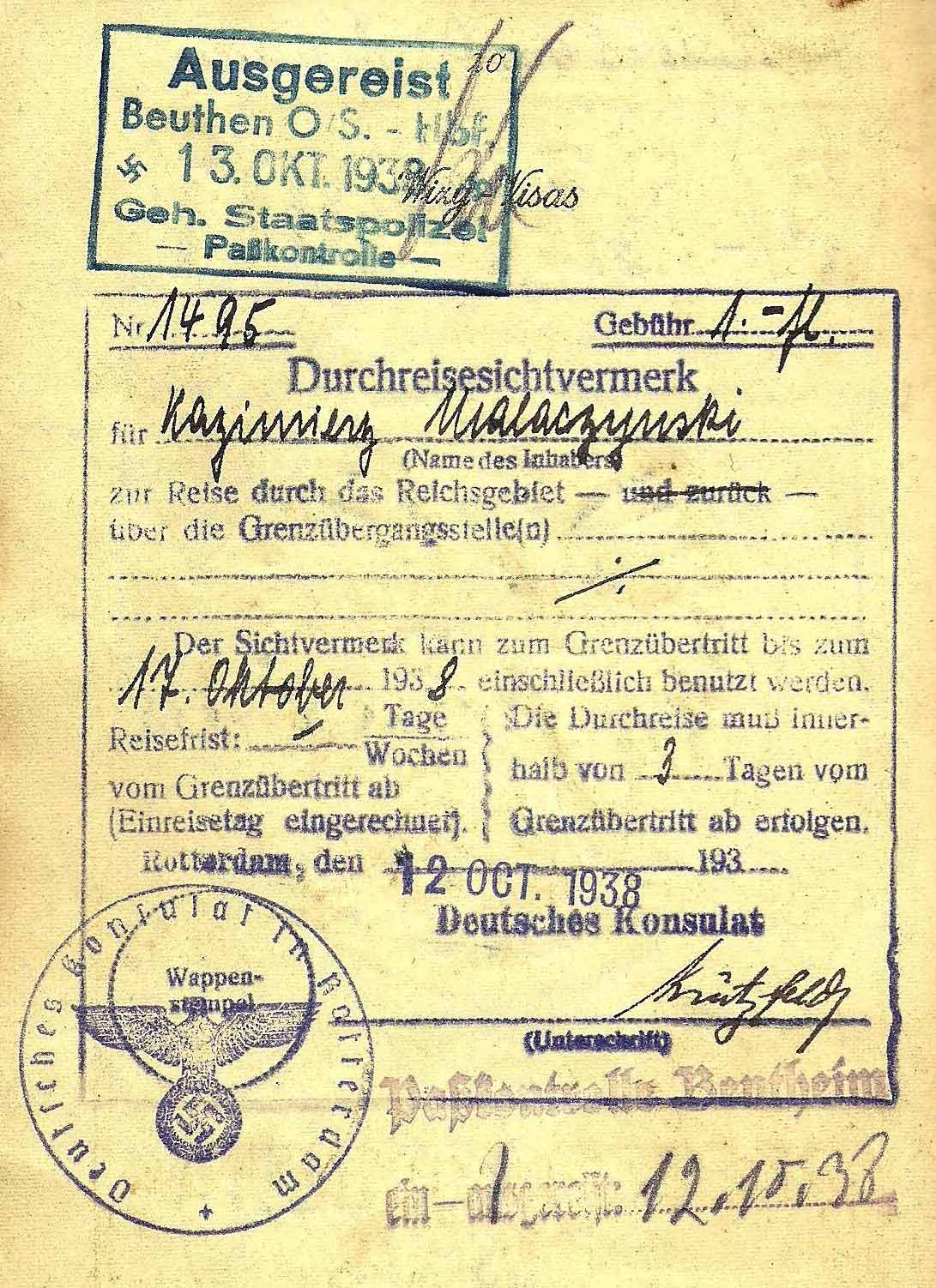
Una muestra del uso del sello de la Gestapo. Visado de tránsito para Alemania en un pasaporte polaco, expedido en Róterdam el 12 de octubre de 1938, válido para 3 días de tránsito. Sello de entrada de la estación de control de pasaportes de Bentheim el 12 de octubre de 1938, y sello de salida del servicio de control de pasaportes de la Gestapo en la estación central de Beuthen, Alta Silesia, el 13 de octubre de 1938.

- Kriminaldirektor.
- Kriminalrat
- Kriminalkommissar
- Kriminalinspektor
- Kriminalobersekretär
- Kriminalsekretär
- Kriminaloberassistent
- Kriminalassistent

### Estructura interna
OFICINA IV. INVESTIGACIÓN DE OPONENTES — SS Gruppenführer Heinrich Müller.
- Grupo IV A — SS Gruppenführer Friedrich Panzinger.

Sección IVA1: Comunismo, marxismo y organizaciones relacionadas, crímenes de guerra, propaganda enemiga e ilegal — Primer Jefe: SS Sturmbannführer Heinrich Vogt, Segundo Jefe: SS Hauptsturmführer Franz Konigshaus
Sección IVA2: Contra-sabotaje, combate al sabotaje, comisionado político para la Policía, falsificación política — SS Sturmbannführer Horst Kopkow
Sección IVA3: Reacción, oposición, liberales, emigrantes, traición a la Patria — SS Sturmbannführer Litzenberg
Sección IVA4: Protección, reportes de asesinatos, misiones especiales, supervivencia, investigación criminal — SS Sturmbannführer Franz Schulz
- Grupo IV B — SS Obersturmbannführer Albert Hartl.

Sección IVB1: Catolicismo político — SS Sturmbannführer Joseph Roth
Sección IVB2: Protestantismo político, sectas — SS Sturmbannführer Joseph Roth
Sección IVB3: Otras iglesias, Masonería — (vacante)
Sección IVB4: Asuntos judíos, asuntos relacionados con la evacuación — SS Obersturmbannführer Adolf Eichmann
- Grupo IV C — SS Obersturmbannführer Rang

Sección IVC1: Evaluación, archivo principal fichas, administración de personal, información, estadía de extranjeros, oficina central de visados — Matzke
Sección IVC2: Asuntos de custodia preventiva — Berndorff
Sección IVC3: Asuntos de literatura y prensa — SS Obersturmbannführer Richard Jahr
Sección IVC4: Asuntos del partido y sus organizaciones — SS Standartenführer Kurt Stage
- Grupo IV D — SS Oberführer Erwin Weinmann

Sección IVD1: Asuntos del Protectorado, checos dentro del Reich — Jonak
Sección IVD2: Asuntos del Gobierno General, polacos dentro del Reich — SS Hauptsturmführer Karl Thiemann
Sección IVD3: Informantes, enemigos del extranjero y del Estado — Schröder
Sección IVD4: Áreas Ocupadas: Francia, Luxemburgo, Alsacia y Lorena, Bélgica, Países Bajos, Noruega, Dinamarca — Baatz
- Grupo IV E — SS Gruppenführer Walter Schellenberg

Sección IVE1: Asuntos generales de defensa, entrega de reportes acerca de alta traición, seguridad de las fábricas y guardia aduanera — Lindow
Sección IVE2: Asuntos generales de la economía, defensa espionaje económico
Sección IVE3: Abwehr Oeste — Fischer
Sección IVE4: Abwehr Norte — Schambacher
Sección IVE5: Abwehr Este — Kubitzky
Sección IVE6: Abwehr Sur — Schmitz